# Dextrinocystis
Dextrinocystis là một chi nấm thuộc họ Stereaceae.